# Domus de janas S'acqua 'e is dolus
S'acqua 'e is dolus (italiano: "l'acqua dei dolori" con accezione "acqua che lenisce i dolori") è una domu de janas situata nelle campagne di Settimo San Pietro e datata al periodo 3400-2700 a.C..

## Descrizione
Consiste di due camere collegate da un'apertura dall'altezza inferiore al metro, come l'ingresso principale. L'acqua di una sorgente vicina si infiltra ed entra nelle camere e, secondo la tradizione popolare, non solo sarebbe potabile, ma sarebbe anche in grado di lenire i dolori, donde il nome che significa "l'acqua che lenisce i dolori".
Secondo una leggenda popolare, San Pietro vi si fermò a riposare e vi pregò così a lungo da lasciare l'impronta delle sue ginocchia nella roccia. In passato, questa ricorrenza veniva celebrata ogni anno il 29 giugno, festa liturgica del santo, con una messa seguita dalla benedizione dell'acqua; attualmente si festeggia nei primi giorni di settembre.